# Grand Prix automobile de l'Iowa 2020
Le Grand Prix automobile de l'Iowa 2020 (officiellement Iowa IndyCar 250s) est organisé du 17 juillet au 18 juillet 2020 et compte pour la saison 2020 d'Indycar. Le Grand Prix est composé de deux courses : une le vendredi et une deuxième le samedi. 
La première course est remportée par Simon Pagenaud qui partait depuis la vingt-troisième et dernière place. C'est sa première victoire de la saison (ainsi que pour son écurie Penske). La deuxième course voit la victoire de Josef Newgarden, également pilote du Team Penske. Newgarden devient par la même occasion le premier pilote auteur d'une pole position sur ce circuit à la convertir en victoire. 

## Liste des engagés
Toutes les monoplaces disposent du même châssis fabriqué par Dallara. Toutes les monoplaces sont chaussées de pneus Firestone.
La liste des engagés est publiée par l'Indycar le 15 juillet.
Concernant les pilotes, Max Chilton qui refuse de courir sur les ovales depuis l'accident de son ami Robert Wickens à Pocono en 2018 cède sa place à Conor Daly. 
Pilote non-permanent lors de la saison 2020, Tony Kanaan participe à cette course. C'est son deuxième engagement de la saison après sa participation à la manche inaugurale, au Texas. 
| Monoplace No. | Pilote             | Propriétaire/Écurie                                           | Moteur    |
| ------------- | ------------------ | ------------------------------------------------------------- | --------- |
| 1             | Josef Newgarden W  | Team Penske                                                   | Chevrolet |
| 4             | Charlie Kimball    | A. J. Foyt Enterprises                                        | Chevrolet |
| 5             | Patricio O'Ward    | Arrow McLaren SP                                              | Chevrolet |
| 7             | Oliver Askew R     | Arrow McLaren SP                                              | Chevrolet |
| 8             | Marcus Ericsson    | Chip Ganassi Racing                                           | Honda     |
| 9             | Scott Dixon        | Chip Ganassi Racing                                           | Honda     |
| 10            | Felix Rosenqvist   | Chip Ganassi Racing                                           | Honda     |
| 12            | Will Power         | Team Penske                                                   | Chevrolet |
| 14            | Tony Kanaan W      | A. J. Foyt Enterprises                                        | Chevrolet |
| 15            | Graham Rahal       | Rahal Letterman Lanigan Racing                                | Honda     |
| 18            | Santino Ferrucci   | Dale Coyne Racing with Vasser-Sullivan                        | Honda     |
| 20            | Ed Carpenter       | Ed Carpenter Racing                                           | Chevrolet |
| 21            | Rinus VeeKay R     | Ed Carpenter Racing                                           | Chevrolet |
| 22            | Simon Pagenaud     | Team Penske                                                   | Chevrolet |
| 26            | Zach Veach         | Andretti Autosport                                            | Honda     |
| 27            | Alexander Rossi    | Andretti Autosport                                            | Honda     |
| 28            | Ryan Hunter-Reay W | Andretti Autosport                                            | Honda     |
| 30            | Takuma Satō        | Rahal Letterman Lanigan Racing                                | Honda     |
| 55            | Álex Palou R       | Dale Coyne Racing with Team Goh                               | Honda     |
| 59            | Conor Daly         | Carlin                                                        | Chevrolet |
| 60            | Jack Harvey        | Meyer Shank Racing                                            | Honda     |
| 88            | Colton Herta       | Andretti Harding Steinbrenner Autosport                       | Honda     |
| 98            | Marco Andretti W   | Andretti Herta Autosport with Marco Andretti & Curb-Agajanian | Honda     |
| Sources, :    |                    |                                                               |           |

| Légende | Signification                                                     |
| ------- | ----------------------------------------------------------------- |
| R       | Rookie (débutant)                                                 |
| W       | Past winner (vainqueur de la course lors d'une précédente saison) |

## Modification de l'épreuve
Initialement, le Grand Prix de l'Iowa ne comporte qu'une seule course, prévue le 18 juillet. En raison de la Pandémie de Covid-19, le calendrier de la saison 2020 est perturbé et les organisateurs de l'Indycar décident d'organiser deux courses en un week-end. 

## Essais libres 1
Colton Herta signe le meilleur temps de la première séance d'essais libres. Il boucle son meilleur tour en 18"712, 54 millièmes devant Conor Daly. Will Power, Santino Ferrucci et Josef Newgarden (Team Penske) suivent à moins d'un dixième.

## Qualifications
Le Grand Prix comportant deux courses, une seule séance qualificative est organisée (dans le but de réduire la fatigue) et avec une spécificité. Chaque pilote effectue deux tours. Le premier détermine la place sur la grille de départ de la première course. Le deuxième tour permet de définir la place du pilote pour la deuxième course. 
Conor Daly réalise le meilleur premier tour et signe la première pole position de sa carrière tandis que Josef Newgarden se montre le plus rapide lors du deuxième tour,.
Victime d'un problème de pression d'essence, Simon Pagenaud n'effectue aucun tour et doit partir en dernière position lors des deux courses. 
| Légende | Signification                                                     |
| ------- | ----------------------------------------------------------------- |
| R       | Rookie (débutant)                                                 |
| W       | Past winner (vainqueur de la course lors d'une précédente saison) |

| Pos Course 1 | Pos Course 2 | No. | Name               | Tour 1              | Tour 2              |
| ------------ | ------------ | --- | ------------------ | ------------------- | ------------------- |
| 1            | 3            | 59  | Conor Daly         | 18.3711             | 18.3951             |
| 2            | 1            | 1   | Josef Newgarden W  | 18.3796             | 18.3559             |
| 3            | 2            | 12  | Will Power         | 18.4112             | 18.3883             |
| 4            | 5            | 88  | Colton Herta       | 18.4120             | 18.5566             |
| 5            | 21           | 27  | Alexander Rossi    | 18.6831             | 19.0846             |
| 6            | 20           | 30  | Takuma Satō        | 18.6975             | 19.0242             |
| 7            | 10           | 10  | Felix Rosenqvist   | 18.7048             | 18.7841             |
| 8            | 12           | 5   | Patricio O'Ward    | 18.7534             | 18.8102             |
| 9            | 6            | 60  | Jack Harvey        | 18.7540             | 18.6549             |
| 10           | 9            | 8   | Marcus Ericsson    | 18.7666             | 18.7495             |
| 11           | 16           | 18  | Santino Ferrucci   | 18.7837             | 18.8818             |
| 12           | 4            | 28  | Ryan Hunter-Reay W | 18.7905             | 18.4705             |
| 13           | 15           | 21  | Rinus VeeKay R     | 18.8205             | 18.8681             |
| 14           | 13           | 7   | Oliver Askew R     | 18.8344             | 18.8244             |
| 15           | 11           | 4   | Charlie Kimball    | 18.8412             | 18.7888             |
| 16           | 14           | 20  | Ed Carpenter       | 18.8584             | 18.8434             |
| 17           | 18           | 9   | Scott Dixon        | 18.8631             | 18.9841             |
| 18           | 7            | 55  | Álex Palou R       | 18.8768             | 18.6702             |
| 19           | 8            | 14  | Tony Kanaan W      | 18.8782             | 18.7297             |
| 20           | 17           | 98  | Marco Andretti W   | 18.9951             | 18.8970             |
| 21           | 19           | 15  | Graham Rahal       | 19.1109             | 19.0136             |
| 22           | 22           | 26  | Zach Veach         | 19.4520             | 19.9487             |
| 23           | 23           | 22  | Simon Pagenaud     | Aucun temps réalisé | Aucun temps réalisé |

## Course 1: 17 juillet
Parti vingt-troisième et dernier, Simon Pagenaud remporte la course,.
Après quinze tours (sur les 250 de la course), Pagenaud était déjà remonté à la quinzième place. Son écurie a ensuite parfaitement géré les ravitaillements et la voiture de sécurité consécutive à l'accident de Will Power puis de l'accrochage entre Colton Herta et Rinus Veekay au moment de la relance de la course. 
C'est seulement la sixième fois dans l'histoire de la discipline qu'un pilote s'impose en partant depuis la dernière place après Danny Ongais (Michigan en 1978), Buddy Lazier (Phoenix en 2000), Hélio Castroneves (Chicago en 2008), Scott Dixon (Mid-Ohio en 2014) et Sébastien Bourdais (St. Petersburg en 2017).

### Classement de la course 1
| Pos               | No. | Pilote             | Ecurie                                                       | Moteur    | Tours | Temps/Ecart             | Arrêts aux stands | Position au départ | Nombre de tours menés | Pts. |
| ----------------- | --- | ------------------ | ------------------------------------------------------------ | --------- | ----- | ----------------------- | ----------------- | ------------------ | --------------------- | ---- |
| 1                 | 22  | Simon Pagenaud     | Team Penske                                                  | Chevrolet | 250   | 1:41:25.2939            | 12                | 23                 | 83                    | 53   |
| 2                 | 9   | Scott Dixon        | Chip Ganassi Racing                                          | Honda     | 250   | +0.495                  | 12                | 17                 |                       | 40   |
| 3                 | 7   | Oliver Askew R     | Arrow McLaren SP                                             | Chevrolet | 250   | +7.212                  | 13                | 14                 |                       | 35   |
| 4                 | 5   | Patricio O'Ward    | Arrow McLaren SP                                             | Chevrolet | 250   | +13.989                 | 13                | 8                  | 30                    | 33   |
| 5                 | 1   | Josef Newgarden W  | Team Penske                                                  | Chevrolet | 250   | +16.735                 | 12                | 2                  | 68                    | 31   |
| 6                 | 27  | Alexander Rossi    | Andretti Autosport                                           | Honda     | 250   | +19.600                 | 13                | 5                  |                       | 28   |
| 7                 | 60  | Jack Harvey        | Meyer Shank Racing                                           | Honda     | 250   | +20.048                 | 13                | 9                  |                       | 26   |
| 8                 | 59  | Conor Daly         | Carlin                                                       | Chevrolet | 250   | +20.534                 | 13                | 1                  | 13                    | 26   |
| 9                 | 8   | Marcus Ericsson    | Chip Ganassi Racing                                          | Honda     | 250   | +20.738                 | 14                | 10                 |                       | 22   |
| 10                | 30  | Takuma Satō        | Rahal Letterman Lanigan Racing                               | Honda     | 249   | +1 tour                 | 13                | 6                  | 49                    | 21   |
| 11                | 55  | Álex Palou R       | Dale Coyne Racing w/Team Goh                                 | Honda     | 249   | +1 tour                 | 12                | 18                 |                       | 19   |
| 12                | 15  | Graham Rahal       | Rahal Letterman Lanigan Racing                               | Honda     | 248   | +2 tours                | 14                | 21                 |                       | 18   |
| 13                | 18  | Santino Ferrucci   | Dale Coyne Racing w/Vasser-Sullivan                          | Honda     | 247   | +3 tours                | 14                | 11                 |                       | 17   |
| 14                | 10  | Felix Rosenqvist   | Chip Ganassi Racing                                          | Honda     | 247   | +3 tours                | 14                | 7                  | 7                     | 17   |
| 15                | 20  | Ed Carpenter       | Ed Carpenter Racing                                          | Chevrolet | 247   | +3 tours                | 14                | 16                 |                       | 15   |
| 16                | 28  | Ryan Hunter-Reay W | Andretti Autosport                                           | Honda     | 247   | +3 tours                | 13                | 12                 |                       | 14   |
| 17                | 4   | Charlie Kimball    | A. J. Foyt Enterprises                                       | Chevrolet | 245   | +5 tours                | 13                | 15                 |                       | 13   |
| 18                | 14  | Tony Kanaan W      | A. J. Foyt Enterprises                                       | Chevrolet | 213   | In Pits                 | 13                | 19                 |                       | 12   |
| 19                | 21  | Rinus VeeKay R     | Ed Carpenter Racing                                          | Chevrolet | 156   | Accrochage              | 3                 | 13                 |                       | 11   |
| 20                | 88  | Colton Herta       | Andretti Harding Steinbrenner Autosport                      | Honda     | 156   | Accrochage              | 2                 | 4                  |                       | 10   |
| 21                | 12  | Will Power         | Team Penske                                                  | Chevrolet | 142   | Perte de la roue gauche | 3                 | 3                  |                       | 9    |
| 22                | 98  | Marco Andretti W   | Andretti Herta Autosport w/Marco Andretti and Curb-Agajanian | Honda     | 128   | Problème mécanique      | 2                 | 20                 |                       | 8    |
| 23                | 26  | Zach Veach         | Andretti Autosport                                           | Honda     | 95    | Problème mécanique      | 2                 | 22                 |                       | 7    |
| Offical Box Score |     |                    |                                                              |           |       |                         |                   |                    |                       |      |

Notes : Un point marqué pour avoir mené la course pendant au moins un tour. Deux points attribués au pilote ayant mené la course pendant le plus de tours. Un point pour le pilote auteur de la pole position.

### Statistiques de la course 1
| Leaders successifs de la course 1 | Leaders successifs de la course 1 | Leaders successifs de la course 1 | Leaders successifs de la course 1 |
| Du tour...                        | ...au tour                        | Nombre de tours au total          | Pilote                            |
| --------------------------------- | --------------------------------- | --------------------------------- | --------------------------------- |
| 1                                 | 13                                | 13                                | Conor Daly                        |
| 14                                | 70                                | 57                                | Josef Newgarden                   |
| 71                                | 77                                | 7                                 | Felix Rosenqvist                  |
| 78                                | 126                               | 49                                | Takuma Satō                       |
| 127                               | 137                               | 11                                | Josef Newgarden                   |
| 138                               | 147                               | 10                                | Simon Pagenaud                    |
| 148                               | 177                               | 30                                | Patricio O'Ward                   |
| 178                               | 250                               | 73                                | Simon Pagenaud                    |

| Drapeaux jaunes : 1 durant 26 tours | Drapeaux jaunes : 1 durant 26 tours | Drapeaux jaunes : 1 durant 26 tours | Drapeaux jaunes : 1 durant 26 tours |
| Du tour...                          | ...au tour                          | Nombre de tours                     | Raison |
| ----------------------------------- | ----------------------------------- | ----------------------------------- | --- |
| 144                                 | 169                                 | 26                                  | Perte de la roue gauche de la monoplace #12 (Power) au virage 4 puis contact entre les monoplaces #21 (VeeKay) et #88 (Herta) sur la ligne droite du départ au moment de la relance de la course. |

Vitesse moyenne : 212,787 km/h

### Classement des championnats après la course 1
|   | Pos | Pilotes         | Points |
| - | --- | --------------- | ------ |
|   | 1   | Scott Dixon     | 213    |
| 1 | 2   | Simon Pagenaud  | 163    |
| 1 | 3   | Patricio O'Ward | 143    |
| 1 | 4   | Josef Newgarden | 137    |
| 3 | 5   | Colton Herta    | 130    |

| Pos | Motoriste | Points |
| --- | --------- | ------ |
| 1   |           |        |
| 2   |           |        |

- Note : Seules les cinq premières positions sont mentionnées.

## Course 2: 18 juillet
Auteur de la pole position, Josef Newgarden remporte l'épreuve. C'est la première fois dans l'histoire de ce Grand Prix que l'auteur de la pole position s'impose. 
Simon Pagenaud, qui partait une nouvelle fois dernier, effectue encore une belle remontée et termine à la quatrième place. 

### Classement de la course 2
| Pos                | No. | Pilote             | Ecurie                                                       | Moteur    | Tours | Temps/Ecart                                     | Arrêts aux stands | Position au départ | Nombre de tours menés | Pts. |
| ------------------ | --- | ------------------ | ------------------------------------------------------------ | --------- | ----- | ----------------------------------------------- | ----------------- | ------------------ | --------------------- | ---- |
| 1                  | 1   | Josef Newgarden W  | Team Penske                                                  | Chevrolet | 250   | 1:38:40.5189                                    | 3                 | 1                  | 214                   | 54   |
| 2                  | 12  | Will Power         | Team Penske                                                  | Chevrolet | 250   | +2.786                                          | 3                 | 2                  | 2                     | 41   |
| 3                  | 15  | Graham Rahal       | Rahal Letterman Lanigan Racing                               | Honda     | 250   | +3.564                                          | 3                 | 19                 | 13                    | 36   |
| 4                  | 22  | Simon Pagenaud W   | Team Penske                                                  | Chevrolet | 250   | +6.124                                          | 4                 | 23                 |                       | 32   |
| 5                  | 9   | Scott Dixon        | Chip Ganassi Racing                                          | Honda     | 250   | +6.575                                          | 4                 | 18                 | 2                     | 31   |
| 6                  | 7   | Oliver Askew R     | Arrow McLaren SP                                             | Chevrolet | 250   | +16.000                                         | 3                 | 13                 | 10                    | 29   |
| 7                  | 60  | Jack Harvey        | Meyer Shank Racing                                           | Honda     | 250   | +16.618                                         | 4                 | 6                  |                       | 26   |
| 8                  | 27  | Alexander Rossi    | Andretti Autosport                                           | Honda     | 250   | +17.886                                         | 3                 | 21                 |                       | 24   |
| 9                  | 8   | Marcus Ericsson    | Chip Ganassi Racing                                          | Honda     | 250   | +18.520                                         | 4                 | 9                  |                       | 22   |
| 10                 | 98  | Marco Andretti W   | Andretti Herta Autosport w/Marco Andretti and Curb-Agajanian | Honda     | 250   | +20.017                                         | 4                 | 17                 |                       | 20   |
| 11                 | 14  | Tony Kanaan W      | A. J. Foyt Enterprises                                       | Chevrolet | 250   | +20.742                                         | 4                 | 8                  |                       | 19   |
| 12                 | 5   | Patricio O'Ward    | Arrow McLaren SP                                             | Chevrolet | 249   | +1 tour                                         | 3                 | 12                 | 1                     | 19   |
| 13                 | 59  | Conor Daly         | Carlin                                                       | Chevrolet | 249   | +1 tour                                         | 4                 | 3                  | 4                     | 18   |
| 14                 | 55  | Álex Palou R       | Dale Coyne Racing w/Team Goh                                 | Honda     | 249   | +1 tour                                         | 3                 | 7                  |                       | 16   |
| 15                 | 10  | Felix Rosenqvist   | Chip Ganassi Racing                                          | Honda     | 248   | +2 tours                                        | 3                 | 10                 |                       | 15   |
| 16                 | 4   | Charlie Kimball    | A. J. Foyt Enterprises                                       | Chevrolet | 248   | +2 tours                                        | 4                 | 11                 |                       | 14   |
| 17                 | 21  | Rinus VeeKay R     | Ed Carpenter Racing                                          | Chevrolet | 248   | +2 tours                                        | 3                 | 15                 |                       | 13   |
| 18                 | 18  | Santino Ferrucci   | Dale Coyne Racing w/Vasser-Sullivan                          | Honda     | 247   | +3 tours                                        | 5                 | 16                 |                       | 12   |
| 19                 | 88  | Colton Herta       | Andretti Harding Steinbrenner Autosport                      | Honda     | 247   | +3 tours                                        | 6                 | 5                  |                       | 11   |
| 20                 | 26  | Zach Veach         | Andretti Autosport                                           | Honda     | 247   | +3 tours                                        | 3                 | 22                 |                       | 10   |
| 21                 | 30  | Takuma Satō        | Rahal Letterman Lanigan Racing                               | Honda     | 247   | +3 tours                                        | 5                 | 20                 |                       | 9    |
| 22                 | 28  | Ryan Hunter-Reay W | Andretti Autosport                                           | Honda     | 178   | Heurte le mur au virage 2 en sortant des stands | 4                 | 4                  | 4                     | 9    |
| 23                 | 20  | Ed Carpenter       | Ed Carpenter Racing                                          | Chevrolet | 112   | Heurte le mur au virage 2                       | 2                 | 14                 |                       | 7    |
| Official Box Score |     |                    |                                                              |           |       |                                                 |                   |                    |                       |      |

Notes : Un point marqué pour avoir mené la course pendant au moins un tour. Deux points attribués au pilote ayant mené la course pendant le plus de tours. Un point pour le pilote auteur de la pole position. 

### Statistiques de la course 2
| Leaders successifs de la course 2 | Leaders successifs de la course 2 | Leaders successifs de la course 2 | Leaders successifs de la course 2 |
| Du tour...                        | ... au tour                       | Nombre de tours au total          | Pilote                            |
| --------------------------------- | --------------------------------- | --------------------------------- | --------------------------------- |
| 1                                 | 56                                | 56                                | Josef Newgarden                   |
| 57                                | 58                                | 2                                 | Will Power                        |
| 59                                | 60                                | 2                                 | Scott Dixon                       |
| 61                                | 62                                | 2                                 | Graham Rahal                      |
| 63                                | 106                               | 44                                | Josef Newgarden                   |
| 107                               | 107                               | 1                                 | Patricio O'Ward                   |
| 108                               | 111                               | 4                                 | Conor Daly                        |
| 112                               | 119                               | 8                                 | Graham Rahal                      |
| 120                               | 171                               | 52                                | Josef Newgarden                   |
| 172                               | 174                               | 3                                 | Graham Rahal                      |
| 175                               | 178                               | 4                                 | Ryan Hunter-Reay                  |
| 179                               | 188                               | 10                                | Oliver Askew                      |
| 189                               | 250                               | 62                                | Josef Newgarden                   |

| Drapeaux jaunes : 2 pour un total de 24 tours | Drapeaux jaunes : 2 pour un total de 24 tours | Drapeaux jaunes : 2 pour un total de 24 tours | Drapeaux jaunes : 2 pour un total de 24 tours          |
| Du tour...                                    | ... au tour                                   | Nombre de tours                               | Raison                                                 |
| --------------------------------------------- | --------------------------------------------- | --------------------------------------------- | ------------------------------------------------------ |
| 114                                           | 125                                           | 12                                            | Accident de la monoplace #20 (Carpenter) au virage 2   |
| 180                                           | 191                                           | 12                                            | Accident de la monoplace #28 (Hunter-Reay) au virage 2 |

Vitesse moyenne : 218,710 km/h

### Classement des championnats après la course 2
|   | Pos | Pilotes         | Points |
| - | --- | --------------- | ------ |
|   | 1   | Scott Dixon     | 244    |
|   | 2   | Simon Pagenaud  | 195    |
| 1 | 3   | Josef Newgarden | 191    |
| 1 | 4   | Patricio O'Ward | 162    |
| 5 | 5   | Will Power      | 142    |

| Pos | Motoriste | Points |
| --- | --------- | ------ |
| 1   |           |        |
| 2   |           |        |

- Note : Seules les cinq premières positions sont mentionnées.